# Háje (Prag)

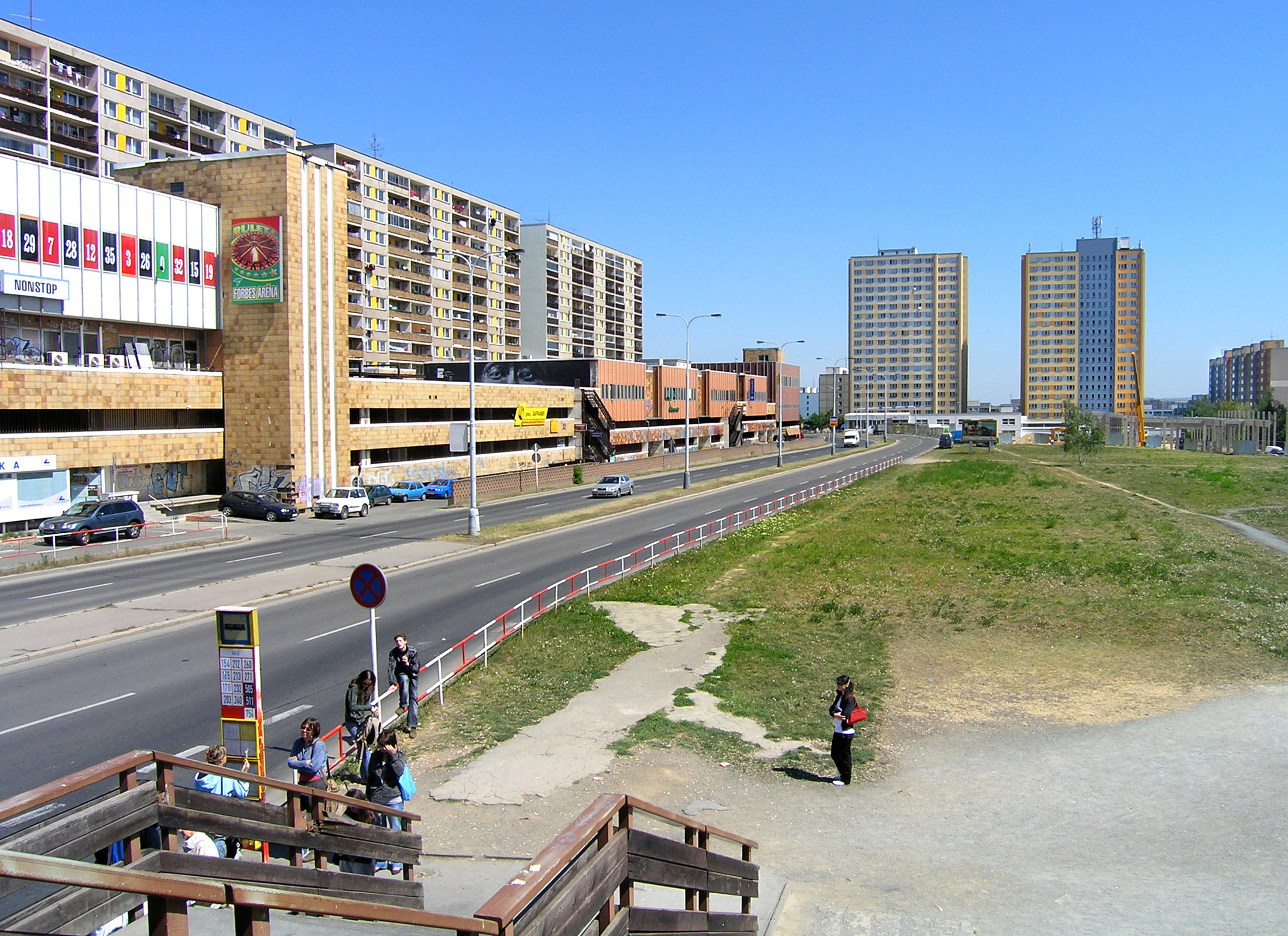
Haje, Opatovska-Strasse (2007)

Háje (auf Deutsch: Haj) ist ein Stadtteil der tschechischen Hauptstadt Prag im Stadtbezirk Prag 11.
Das Dorf wurde im 18. Jahrhundert gegründet und wurde 1968 Teil von Prag. Heute ist es ein eigenes Katastergebiet.
Seine Fläche beträgt 2,36 Quadratkilometer und im Stadtteil leben 23.528 Menschen, was einer Bevölkerungsdichte von 9.969 Einwohner/km² entspricht.
Mit der Endstation Háje ist der Stadtteil an die Metrolinie C angeschlossen.